# Дело «Михеев против России»
Дело «Михе́ев против России» — судебный процесс, инициированный жалобой Алексея Евгеньевича Михеева против Российской Федерации, поданной им в ЕСПЧ 16 ноября 2001 года. Это дело стало одной из первых значительных побед по делам о пытках в российских силовых структурах, рассмотренных в ЕСПЧ.
Заявитель жаловался на то, что после ареста сотрудники милиции подвергали его пыткам и принуждали дать признательные показания в изнасиловании и убийстве, которых он не совершал, в результате чего он выпрыгнул в окно здания милиции и сломал позвоночник, а также на то, что расследование дела о применении  пыток было неэффективным.
Решение по делу было вынесено 26 января 2006 года. ЕСПЧ постановил, что по отношению к Михееву было применено жестокое обращение, что является нарушением 3 статьи Конвенции о защите прав человека и основных свобод. Также было установлено нарушение статьи 13 Конвенции по причине отсутствия эффективных средств правовой защиты по жалобе на бесчеловечное обращение. Суд постановил, что заявителю должна быть выплачена компенсация материального и морального вреда.

## Обстоятельства дела
Вечером 8 сентября 1998 года двадцатидвухлетний житель Нижнего Новгорода Алексей Михеев, на тот момент работавший инспектором ГАИ, и его друг Илья Фролов, находясь  в Богородске, познакомились с двумя девушками — М. Савельевой и Ю. Крыловой. Некоторое время все четверо провели вместе, катаясь на автомобиле Михеева, после чего Крылову по её просьбе отвезли домой, а Савельева с молодыми людьми поехала в Нижний Новгород. В Нижнем Новгороде девушка попросила отвезти её обратно в Богородск, но Михеев отказался, так как было уже поздно и он чувствовал усталость. Он предложил девушке переночевать у него дома, сообщив, что там же находятся его родители, но она отказалась и вышла из машины у автобусной остановки, сказав, что отправится к знакомым.
10 сентября 1998 года мать Савельевой обратилась в Богородский городской отдел внутренних дел с заявлением об исчезновении её несовершеннолетней дочери, которая ушла из дома 8 сентября 1998 года и не вернулась. В тот же день по подозрению в причастности к исчезновению девушки Михеев и Фролов были доставлены в Богородский ГОВД, где были допрошены следователем Наумовым, а затем помещены в камеру; при этом никаких обвинений им предъявлено не было.
На следующий день, 11 сентября, сотрудники Богородского ГОВД Дунаев, Наумов и Тюльченко незаконно провели обыски квартиры и машины Михеева, а также гаражей и дачи, принадлежавших его деду. Обыски производились без присутствия понятых, при осмотре гаражей и дачи не составлялись никакие протоколы, а обыски квартиры и машины были запротоколированы как осмотр места происшествия. При обыске в машине сотрудники милиции якобы обнаружили и изъяли 3 пистолетных патрона, понятые при этом не присутствовали и были приглашены для подписания протокола уже после того, как якобы были обнаружены патроны.
Сотрудники Богородского ГОВД сочли необходимым продолжить содержать Михеева и Фролова под стражей. Так как законных оснований для дальнейшего задержания не было, Дунаев, Наумов и Тюльченко решили их сфабриковать, сфальсифицировав рапорты о совершении Михеевым и Фроловым мелкого хулиганства. 12 сентября на основании подложных рапортов судья Богородского районного суда вынесла постановление о наложении на Михеева и Фролова административного ареста на 5 суток с 11 сентября 1998 года.
С 11 по 16 сентября сотрудники ГОВД допрашивали Михеева и Фролова, принуждая их сознаться в изнасиловании и убийстве Марии Савельвой и написать заявление о явке с повинной.
16 сентября Фролов был освобождён, а против Михеева возбудили уголовное дело за хранение боеприпасов. Основанием для возбуждения этого дела стал протокол незаконного обыска автомобиля Михеева. Фролова привлекли к этому делу уже в качестве свидетеля. 16 сентября он был вызван на допрос в Ленинский РУВД, где после допроса снова был незаконно задержан. После избиения и угроз со стороны заместителя начальника УВД Нижегородской области Петра Сибирёва и заместителя прокурора Нижегородской области Владимира Муравьёва он оговорил себя и заявил, что вместе с Михеевым изнасиловал и убил Савельеву. После признания Фролов указал вымышленное место, в котором они якобы закопали труп.
С 17 по 19 сентября Михеев подвергался интенсивным допросам. Несмотря на то, что он был задержан за хранение боеприпасов, допрашивали его только по делу об исчезновении Савельевой.
19 сентября, после признания Фролова и безуспешных поисков трупа, к Михееву были применены пытки с применением электрического тока. Под воздействием этих пыток и угроз Алексей Михеев оговорил себя и признался в изнасиловании и убийстве Савельевой, после чего ему предложили сознаться ещё в нескольких нераскрытых убийствах, на что он также согласился. После получения признательных показаний сотрудники милиции отошли от Михеева. Не отдавая себе отчёта в своих действиях и, вероятно, находясь в реактивном состоянии после пыток, Михеев вскочил со стула, на котором его пытали, и кинулся к окну кабинета. Разбив стекло головой, он выпрыгнул из окна и, упав на стоявший во дворе РУВД милицейский мотоцикл, получил тяжёлый компрессионный перелом позвоночника (L-I) с размозжением спинного мозга, а кроме того, ряд других травм.
В этот же день живая и невредимая Мария Савельева самостоятельно вернулась домой.

## Общественное расследование
В июле 1999 года Алексей Михеев обратился в Нижегородское общество прав человека (НОПЧ) за помощью в восстановлении своих прав. После регистрации Региональной общественной организации «Комитет против пыток» материал был передан в КПП с присвоением ему регистрационного номера «01». Таким образом, дело Михеева стало первым делом, по которому нижегородские правозащитники провели комплекс мероприятий, получивших впоследствии название «общественное расследование пыток».

Общественное расследование сопровождалось вскрытием целого пласта фабрикаций административных и уголовных дел в отношении Алексея. Основными линиями расследования стали уголовное дело № 68241 (по факту выпадения Михеева из окна здания Ленинского РУВД) и уголовное дело № 310503 (по факту составления подложных рапортов сотрудниками Богородского ГОВД в отношении Михеева).

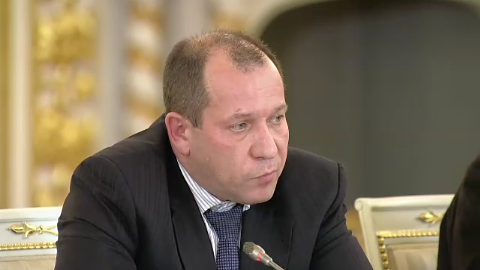
Каляпин И. А., руководитель информационно-аналитического центра Нижегородского общества прав человека, действующий руководитель Комитета против пыток

Доказательства по делу собирались сотрудниками информационно-аналитического центра НОПЧ Игорем Каляпиным и Марией Смородиной совместно с комиссией по правам человека Нижегородской области и её тогдашним председателем Сергеем Шимоволосом. Были детально опрошены сами Михеев и Фролов, их родные и близкие, пациенты больницы, с которыми Михеев находился на лечении, а также изучены медицинские документы. Пациенты Матвеев С.Н и Белянин В. В. разрешили использовать свои показания в правоохранительных органах и суде, и сами просили о вызове их в качестве свидетелей. Были опрошены и понятые, якобы присутствовавшие при обыске машины Михеева — они показали, что не присутствовали при извлечении патронов из автомобиля. Кроме того, объяснения дала правозащитникам и Мария Савельева, заявившая, что не имеет никаких претензий к Михееву. Руководителем ИАЦ НОПЧ Игорем Каляпиным был представлен предварительный отчёт о проверке по заявлению Михеева.
Таким образом, после получения доказательств пыток, незаконных обысков и других грубых нарушений прав человека в отношении Михеева работа по делу велась правозащитниками сразу по нескольким направлениям. Во-первых, усилия сотрудников НОПЧ, а затем и КПП были направлены на идентификацию и привлечение к ответственности лиц, организовывавших и применявших пытки к Михееву в Ленинском РУВД города Нижнего Новгорода. Во-вторых, правозащитники добивались привлечения к ответственности милиционеров, сфабриковавших в отношении Михеева административный материал в Богородске. В третьих, имея на руках неопровержимые свидетельства невиновности Михеева в инкриминируемых ему преступлениях и осознавая, что уголовное преследование ведётся с единственной целью сломить его волю и заставить отказаться от показаний против своих мучителей, сотрудники КПП также подключились к защите его от уголовного преследования. Для представления интересов и защиты Михееву был предоставлен адвокат Юрий Сидоров. Кроме того, представителем интересов жертвы стал и сам Игорь Каляпин.

## Судебные разбирательства в России
21 сентября 1998 года мать пострадавшего, Людмила Николаевна Михеева, подала заявление в прокуратуру Ленинского района с требованием принять меры в отношении сотрудников милиции, применявших пытки к её сыну. Было возбуждено уголовное дело № 68241 по признакам преступления, предусмотренного ст. 110 УК РФ («доведение до самоубийства») «по факту выпадения Михеева из окна».
Кроме того, Людмила Михеева подала в прокуратуру города Богородска заявление с жалобой на превышение должностных полномочий сотрудниками РОВД при административном аресте Михеева, при обыске его квартиры и машины. Только спустя полтора года, в марте 2000, было возбуждено уголовное дело по ст. 292 УК РФ («должностной подлог»).
В общей сложности расследование дела Михеева заняло 7 лет, в течение которых оно больше двадцати раз прекращалось и не менее трёх раз приостанавливалось.
По мнению правозащитников, изматывающий характер следствия и неоднократно возобновлявшееся уголовное преследование Михеева были направлены на то, чтобы вынудить его отказаться от борьбы, как это в итоге сделал второй пострадавший — Фролов, который отказался от показаний и затем был принят на работу в органы МВД.
По делу о доведении до самоубийства 30 ноября 2005 года суд признал виновными Игоря Сомова и Николая Костерина и назначил им наказание в виде четырёх лет лишения свободы каждому с лишением права занимать должности в правоохранительных органах сроком до трёх лет с отбыванием наказания в колонии общего режима. Осуждённые были арестованы в зале суда. При этом в возмещении морального вреда в размере двух миллионов рублей год спустя Ленинский районный суд Нижнего Новгорода Михееву отказал. В 2009 году было постановлено взыскать с бывших милиционеров, осуждённых по делу Михеева, 8,5 миллионов рублей в пользу Российской Федерации. Ровно столько государство выплатило Михееву в связи с требованием, которое постановил выполнить Европейский суд по правам человека.

## Жалоба в ЕСПЧ

### Подача жалобы
После череды отказов в расследовании дела прокуратурой Нижнего Новгорода 16 ноября 2001 сотрудниками Комитета против пыток Юрием Сидоровым и Ольгой Шепелевой, действующими в качестве представителей Алексея Михеева, в Европейский суд по правам человека была направлена жалоба на нарушение Российской Федерацией статей 3, 5, 8 и 13 Европейской Конвенции по Правам человека (ЕКПЧ) в отношении их доверителя. 1 декабря 2001 года жалоба была зарегистрирована Судом. Параллельно этому продолжались безуспешные попытки добиться эффективного взаимодействия с прокуратурой Нижнего Новгорода.
26 февраля 2003 представитель Михеева подал в ЕСПЧ просьбу о рассмотрении жалобы в приоритетном порядке, так как здоровье Михеева стабильно ухудшалось. К заявлению были приложены копия выписки из истории болезни Михеева, заключение лечащего врача, справка о доходах Михеева и прожиточном минимуме в Нижегородской области. 24 марта 2003 своим письмом в адрес Сидорова ЕСПЧ подтвердил получение документов. Учитывая доводы, приведенные в заявлении, дело обещали рассмотреть в течение 2003 года при первой возможности. Уведомление о том, что жалоба Михеева будет рассмотрена ЕСПЧ в кратчайшие сроки, было направлено прокурору Нижегородской области. 17 декабря 2003 от уполномоченного Российской Федерации при ЕСПЧ Павла Лаптева в Суд поступил меморандум государства-ответчика. В нем выражалось мнение российских властей о преждевременности вопросов Суда о соблюдении в отношении Михеева статьи 3 Конвенции, так как уголовное дело о применении к Михееву пыток расследуется прокуратурой Ленинского района города Нижнего Новгорода.

### Позиция государства-ответчика и решение ЕСПЧ
Европейский суд по правам человека после рассмотрения жалобы по делу «Михеев против России» по существу, 26 января 2006 года, установил, «что жестокое обращение в данной ситуации достигло уровня пытки по смыслу Статьи 3 Конвенции». Суд также постановил, что была нарушена и ст. 13 Конвенции, так как «Заявителю было отказано в достаточно эффективном расследовании и, соответственно, в доступе к остальным средствам правовой защиты, имевшимся в его распоряжении, включая право на компенсацию».
В Европейском суде по правам человека формат судебных тяжб предполагает наличие, с одной стороны, индивидуальных заявителей и, с другой, — государства. Как правило, для того, чтобы обратиться в ЕСПЧ, необходимо исчерпать все внутренние средства защиты (все судебные инстанции). Российские власти в процессе судопроизводства вносили возражения по поводу того, что сторона Заявителя не соблюла это требование, однако суд их отклонил, в качестве одного из оснований выдвинув тезис о том, что «приговор от 30 ноября 2005 года касался только факта жестокого обращения и не затрагивал предполагаемых изъянов в расследовании, которые являются одним из основных предметов жалобы Заявителя в данном деле. Следовательно, хотя указанный приговор должен рассматриваться как неотъемлемая часть следственного процесса, он, с учетом обстоятельств дела, не повлиял на статус заявителя как „жертвы“ по тем нарушениям, о которых он заявляет». Другими аргументами, которые повлияли на решение ЕСПЧ по данному делу, стали:

1. Отказ со стороны России предоставить материалы уголовного дела;
2. Выявленные Судом проблемы в досудебном расследовании;
3. Наличие связи между лицами, которые были ответственны за проведение расследования и теми, кто предположительно участвовал в жестоком обращении с А. Михеевым (речь шла о заместителе прокурора области Муравьеве);
4. Предвзятость в пользу сотрудников правоохранительных органов во время судебных процессов — к их показаниям выражалось полное доверие;
5. Игнорирование во время судебного расследования фактора сфабрикованности протоколов, фигурировавших в деле.

### Последствия
Основному пострадавшему в этом деле, Алексею Михееву, была присуждена, по решению ЕСПЧ, денежная компенсация в размере 250 тысяч евро. Однако эти деньги не помогли ему вновь встать на ноги или изменить жилищные условия.
27 января 2006 г. судебная коллегия Нижегородского областного суда оставила без изменений приговор в отношении Игоря Сомова и Николая Костерина, признанных виновными в превышении должностных полномочий, которое было совершено с применением насилия и причинением тяжких последствий в отношении Алексея Михеева. Таким образом, кассационные жалобы стороны защиты и кассационное представление областной прокуратуры были оставлены без удовлетворения и вынесенный 30 ноября 2005 г. приговор в отношении сотрудников милиции вступил в законную силу. Областной суд особенно подчеркнул, что приговором суда первой инстанции «обосновано наличие прямой связи между действиями Сомова и Костерина, в том числе связанных с воздействием на потерпевешего электротока, и наступившими для Михеева тяжкими последствиями».
Безнаказанным остался заместитель начальника ГУВД области Петр Сибирев. По словам Алексея Михеева, находясь в Ленинском РОВД, он не мог не знать, что к арестованному по громкому делу подозреваемому применяются пытки, однако ничего не предпринял, чтобы прекратить истязания. Определенные выводы сделали для себя сотрудники Ленинского РОВД — поставили на окна железные решетки.

## Реакция международных организаций
В своем докладе о России в 1999 году организация Human Rights Watch отметила:

Пытки Алексея Михеева — это особенно вопиющий пример методов российской полиции.
Оригинальный текст (англ.)The torture of Aleksei Mikheev was a particularly egregious example of Russian police methods.

Amnesty International заявила, что поддерживает осуждение двух полицейских, которые прямо участвовали в пытках Михеева, и выразила надежду, что все сопричастные будут привлечены к ответственности.
Французская организация ACAT (Action des chrétiens pour l’abolition de la torture) упоминает дело Михеева в своем докладе о пытках в России. Это дело, помимо других, позволило ACAT заключить:

В Российской Федерации пытки — это широко распространенное явление, которое глубоко укоренено в государственных учреждениях.
Оригинальный текст (англ.)In the Russian Federation, the torture phenomenon is today commonplace and deeply rooted in the State institutions.

## Общественный резонанс
Резонанс дела в первые годы в сравнении с последующими был не так велик из-за того, что доступ к информации широкой общественности предоставляли в основном телевидение и печатные СМИ.
Несмотря на это, у Нижегородского общества прав человека имелся (и по-прежнему функционирует) сайт, где можно найти «Предварительный отчёт по проверке заявлений гр. Михеева А. Е., Фролова И. С.» за авторством Игоря Каляпина (1999) — одного из будущих учредителей Комитета против пыток. В разделе «Новости» есть информация о том, как боролись с применением пыток в Нижнем Новгороде.
Пиком общественного резонанса по делу можно считать 2005—2006 годы. В ноябре 2005 года сотрудников МВД Сомова и Костерина приговорили к реальным срокам заключения, а в январе 2006 года ЕСПЧ присудил компенсацию Михееву в размере 250 000 евро (суммарно) по делу «Михеев против России». В эти годы дело Алексея Михеева освещали печатные СМИ, интернет-издания и телевидение.
В 2004 году Алексей Михеев проходил реабилитацию в Норвегии. Его лечение было оплачено норвежским фондом полицейских в отставке и норвежским журналистом, который снял об Алексее сюжет для одного из местных телеканалов.